# Bajofondo
Bajofondo, anciennement Bajofondo Tango Club, est un groupe musical sud-américain  d'electrotango. Il est composé de quatre musiciens d'Argentine et quatre d'Uruguay. De par leur style musical, qui mêle tango et de musique électronique, ils sont souvent comparés à Gotan Project.

## Histoire
Le groupe possède un style caractéristique composé, en plus de l'électronique et du tango, d'un mélange de drum and bass, house, chill-out et trip hop.
Leur premier album Bajofondo Tango Club est formé en 2003. Le second album Supervielle est un projet solo de Luciano Supervielle sorti en 2005. Toujours dans la même lignée suit l'album Mar Dulce en 2008 avec notamment la collaboration de la rappeuse Espagnole Mala Rodriguez sur le morceau El Anden. Le tout nouvel opus pour le groupe est Presente en 2013.
Ces artistes réinterprètent le premier album de Bajofondo Tangoclub selon leurs goûts et leurs styles musicaux. Participants : Alexkid, Romina Cohn, Marcello Castelli, Capri, Lalann, Bad Boy Orange, Mercurio, OMAR, Boris Dlugosh, Twin, Calvi & Neil, Androoval, Nortec et Zuker, entre autres. Depuis sa création, le collectif s'est produit dans la plupart des pays d'Europe et d'Amérique du Sud, avec un succès retentissant. Tout comme le tango au début du siècle dernier a transmis la culture du Rio de la Plata au monde entier, c'est aujourd'hui Bajofondo qui mélange les styles musicaux pour transmettre de nouvelles tendances, un concept qui contribue à l'essor d'un tango d'avant-garde et d'une fusion qui est devenue un genre musical.
Leur chanson El Mareo (deuxième single de leur album Mar Dulce) met en scène Gustavo Cerati.
En 2015, le groupe reçoit le Konex Award - Diploma al Mérito comme l'un des 5 meilleurs groupes de pop de la dernière décennie en Argentine. Il est également nommé dans la catégorie du meilleur album rock latino ou alternatif à la 66e édition des Grammy Awards

## Discographie
- 2003 : Bajofondo Tango Club
- 2005 : Supervielle
- 2008 : Mar Dulce
- 2013 : Presente

## Membres
- Gustavo Santaolalla - compositeur, guitare/percussion, production[3]
- Juan Campodónico - compositeur, séquences/DJ set, production
- Luciano Supervielle - compositeur, piano, scratching, séquences/DJ set
- Martín Ferrés - bandonéon
- Verónica Loza - voix / vidéo jockey
- Javier Casalla - violon
- Gabriel Casacuberta - basse
- Adrian Sosa - tambours